# Marphysa mixta
Marphysa mixta är en ringmaskart som beskrevs av Fauchald 1970. Marphysa mixta ingår i släktet Marphysa och familjen Eunicidae. Inga underarter finns listade i Catalogue of Life.